# Water Babies
| 전문가 평가                         | 전문가 평가 |
| 평가 점수                           | 평가 점수   |
| 출처                                | 점수        |
| ----------------------------------- | ----------- |
| AllMusic                            | [ 1 ]       |
| Down Beat                           | [ 2 ]       |
| Encyclopedia of Popular Music       | [ 3 ]       |
| The Rolling Stone Album Guide       | [ 4 ]       |
| The Rolling Stone Jazz Record Guide | [ 5 ]       |
| Tom Hull – on the Web               | B+ ()       |
| The Village Voice                   | B+          |

《Water Babies》는 미국의 재즈 트럼펫 연주자 마일스 데이비스의 컴필레이션 음반이다. 1967년과 1968년 데이비스가 그의 퀸텟과 함께 스튜디오 세션에서 녹음한 음악을 편집했는데, 여기에는 그의 1968년 음반 《Nefertiti》의 테이크아웃과 재즈 퓨전과 포스트밥과 같은 스타일을 커버하면서 《In a Silent Way》 (1969년)에서 그의 방향을 예고한 녹음이 포함된다. 《Water Babies》는 데이비스가 (일시적으로) 은퇴한 후 1976년 컬럼비아 레코드에 의해 발매되었다.

## 배경
70년대 후반 마일스 데이비스의 은퇴 기간 동안 발매된 이 곡은 원래 1967년 6월부터 1967년 6월까지 마일스 데이비스 퀸텟과의 《Nefertiti》 세션에서 세 번, 1968년 11월부터 두 번, 《Filles de Kilimanjaro》(1968년 6월~1968년 9월)와 《In a Silent Way》(1969년 2월)을 구성하는 세션 사이에 녹음된 다섯 번의 테이크아웃 모음곡이었다.
이 녹음들이 녹음된 지 몇 년 후에 발표되었기 때문에 1967년 세션 동안 녹음된 세 곡의 웨인 쇼터는 1969년 쇼터의 음반 《Super Nova》에 처음 등장했고 쇼터가 처음 몇 개의 웨더 리포트 음반에서 계속 발전한 초기 재즈 퓨전 스타일을 반영했다.
오리지널 LP의 사이드 1은 데이비스, 쇼터, 허비 행콕, 토니 윌리엄스, 론 카터의 두 번째 퀸텟이 세 개의 《Nefertiti》 아웃테이크를 연주하는 것을 특징으로 한다. LP의 사이드 2에서 카터는 데이브 홀랜드와 칙 코리아로 대체되고 1968년부터 두 곡의 확장된 곡을 위해 전기 피아노로 핸콕과 함께 복식한다. CD 재발행을 위해 1968년 11월의 세 번째 곡(〈Splash〉)이 음반에 추가되었다. 1968년 세션의 라인업은 1968년 세션에 참석하지 않은 존 맥러플린과 조 자비눌을 제외하고 1969년 《In a Silent Way》를 녹음한 것과 매우 유사하다. 마찬가지로 쇼터는 1968년 세션에서 테너 색소폰을 연주했지만 《In a Silent Way》에서 소프라노 색소폰으로 전환했다.
2002년, 이 음반은 보너스 트랙으로 〈Splash〉와 함께 재발매되었다. 〈Splash〉는 이전에 《The Complete In a Silent Way Sessions》에서 발매되었으며, 편집된 버전은 《Circle in the Round》에서 발매되었다.

## 제목
웨인 쇼터는 1863년 아동 소설 《물의 아이들》(The Water-Babies, A Fairy Tale for a Land Baby)에서 따온 그의 작품의 이름을 "Water Babies"이라고 지었다. 쇼터는 이 책이 그가 어렸을 때 읽은 첫 번째 책이라고 말했다. 이 책은 강에 빠진 톰이라는 소년이 물 속에서 살 수 있는 아가미를 가진 요정의 일종인 "물의 아이"로 변신하는 내용을 그린 동화이다. 쇼터는 인터뷰에서 자신의 내면에서 만들어진 이야기를 말했다. "우리가 볼 수 없는 저승에 대한 호기심, 하지만 언제든 들어갈 수 있는 장소에 대한 호기심, 죽은 후에, 저는 그것이 그런 것인지 궁금했습니다."

## 곡 목록
모든 곡들은 특별한 언급이 없는 한 웨인 쇼터에 의해 작곡하였다.
| #  | 제목             | 재생 시간 |
| -- | ---------------- | --------- |
| 1. | 〈Water Babies〉 | 5:06      |
| 2. | 〈Capricorn〉    | 8:27      |
| 3. | 〈Sweet Pea〉    | 7:59      |

| #  | 제목                         | 작곡                           | 재생 시간 |
| -- | ---------------------------- | ------------------------------ | --------- |
| 1. | 〈Two Faced〉                |                                | 18:01     |
| 2. | 〈Dual Mr. Tillman Anthony〉 | 마일스 데이비스, 토니 윌리엄스 | 13:18     |

| #  | 제목       | 작곡     | 재생 시간 |
| -- | ---------- | -------- | --------- |
| 6. | 〈Splash〉 | 데이비스 | 10:05     |